# Чмурак Ілько
Чмурак Ілько (нар. ? — ?) — козак 4-ї сотні полку Чорних запорожців.

## Біографія
У наказі № 13 по Запорозькій дивізії від 28 березня 1920 р. Андрій Гулий-Гуленко і начальник штабу Михайло Крат висловили подяку Ількові Чмураку, Корсуну Антіну та Івану Пендюрі, що вони, попри тяжкі умови Ємилівського бою , вчасно доставляли всі накази командарма до штабу дивізії.
Отаман Запорозької дивізії Гулий подякував і Петрові Дяченку та командиру 4-ї сотні за виховання козаків, на яких «можна завше покластися в тяжкі хвилини».